# حمد الجيزاني
حمد الجيزاني لاعب كرة قدم سعودي محترف ولد في مدينة جازان في المملكة العربية السعودية ، يلعب في مركز الظهير الأيمن في نادي الرائد .
كانت بداياته مع نادي الرياض و انتقل إلى نادي الشباب في عام 2014 و أعاره الشباب إلى نادي الفيصلي لمدة سنة في عام 2015 و انتقل إلى نادي القادسية عام 2017 و انتقل إلى نادي هجر في عام 2018 و انتقل إلى نادي هجر في عام 2019 و انتقل إلى نادي الوحدة مطلع عام 2020 وانتقل إلى نادي الرائد عام 2023

## روابط خارجية
- حمد الجيزاني على موقع قاعدة بيانات كرة القدم.إي يو (الإنجليزية)
- حمد الجيزاني على موقع Soccerway.com (الإنجليزية)